# Лауэ, Макс фон
Макс фон Ла́уэ (нем. Max von Laue; 9 октября 1879, Кобленц, Германская империя — 24 апреля 1960, Западный Берлин) — немецкий физик, лауреат Нобелевской премии по физике в 1914 году «за открытие дифракции рентгеновских лучей на кристаллах».

## Биография
Родился 9 октября 1879 года. После окончания школы в 1898 году, фон Лауэ служил один год в армии по призыву. Затем поступил в Страсбургский университет, где приступил к изучению математики, физики и химии. Вскоре фон Лауэ перешёл в Гёттингенский университет, после этого провёл один семестр в Мюнхенском университете и затем перешёл учиться в Берлин, под руководством Макса Планка. В 1903 году защитил диссертацию по теории интерференции на параллельных пластинках и стал в 1905 году ассистентом у Макса Планка. После защиты второй диссертации в 1906 году занялся теорией относительности и при помощи оптических опытов получил в 1907 году важные экспериментальные подтверждения релятивистского правила сложения скоростей. В 1909 году получает в Мюнхенском университете место приват-доцента теоретической физики.
В 1910 году женился на Магдалене Деген.
В 1912 году фон Лауэ переходит в Цюрих. Там он предсказал дифракцию рентгеновских лучей на кристаллах, что было экспериментально подтверждено двумя его студентами — Вальтером Фридрихом и Паулем Книппингом. Таким образом был подтверждён волновой характер рентгеновского излучения. Кроме того при помощи этого метода удалось выяснить структуру многих кристаллов. За эти достижения Макс фон Лауэ получил в 1915 году Нобелевскую премию по физике за 1914 год.
В 1919 году возвращается в Берлин, где дорабатывает свою первоначальную «геометрическую теорию» интерференции рентгеновских лучей до так называемой «динамической теории». В 1921 году получает памятную медаль Адольфа фон Байера и в 1932 году медаль имени Макса Планка. Во время нацизма он выступает c критикой идеологии «арийской физики» и её теоретика Йоханнеса Штарка в защиту Эйнштейна и т. н. «еврейской физики». Кроме того, вместе с Отто Ганом он тайно помогал преследуемым учёным. За такую оппозицию нацистам его досрочно отправляют в 1943 году на пенсию. После войны он подвергается интернированию в Англии в рамках миссии «Алсос» и операции «Эпсилон», и пишет в это время «Историю физики».
После окончания войны он активно участвует в восстановлении немецкой научной отрасли. Основывает «Немецкое физическое общество в британской оккупационной зоне» и участвует в восстановлении «Сообщества немецких физических обществ», в основании «Федеративного физико-технического учреждения» в городе Брауншвейг, а также «Немецкого исследовательского сообщества» (главного распределителя исследовательских грантов ФРГ). В 1951 году фон Лауэ становится директором института Фрица Габера общества Макса Планка в Западном Берлине (район Далем). Кроме того он был почётным членом Свободного университета Берлина, от которого он получил звание почётного доктора в 1958 году. Институт имени Лауэ—Ланжевена в Гренобле носит его имя. Незадолго до смерти его именем была названа гимназия в городе Кобленц.
Фон Лауэ был страстным автомобилистом и любил ездить на больших скоростях. Несмотря на это, ни разу, до несчастного случая, в котором он погиб, он не попадал в аварию. 8 апреля 1960 году по пути в лабораторию он наехал на своей машине на мотоциклиста, который получил водительские права за два дня до этого. Мотоциклист погиб на месте, а машина фон Лауэ упала со скоростного шоссе. Несмотря на то, что фон Лауэ остался жив после аварии, от полученных ранений он скончался 24 апреля 1960 года.
Похоронен на Гёттингенском городском кладбище.

## Награды
- Нобелевская премия по физике (1914)
- Медаль Маттеуччи (1914)
- Памятная медаль Адольфа фон Байера[нем.] (1921)
- Медаль имени Макса Планка (1932)
- Röntgen-Plakette[нем.] (1952)
- Орден «За заслуги перед Федеративной Республикой Германия» большой крест заслуг со звездой (1953, ФРГ)
- Орден Почётного легиона офицерский крест (1957, Франция)
- Медаль Гельмгольца (1959)

В его честь назван астероид (10762) von Laue и кратер на обратной стороне Луны.